# Lunaria rediviva
Lunaria rediviva L. è un'erba perenne appartenente alla famiglia delle Brassicacee o Crucifere.

## Descrizione

### Foglia
La foglia è cuoriforme.

### Fiore
Il fiore profumato è di un colore che va dal bianco al viola intenso. È formato da 4 petali, 4 sepali, 6 stami e un pistillo, secondo lo schema della famiglia.

### Frutto
Il frutto è una siliqua piatta e lanceolata, nella quale risaltano i semi, quando non è matura è verde, maturo diventa argentato.

## Galleria d'immagini

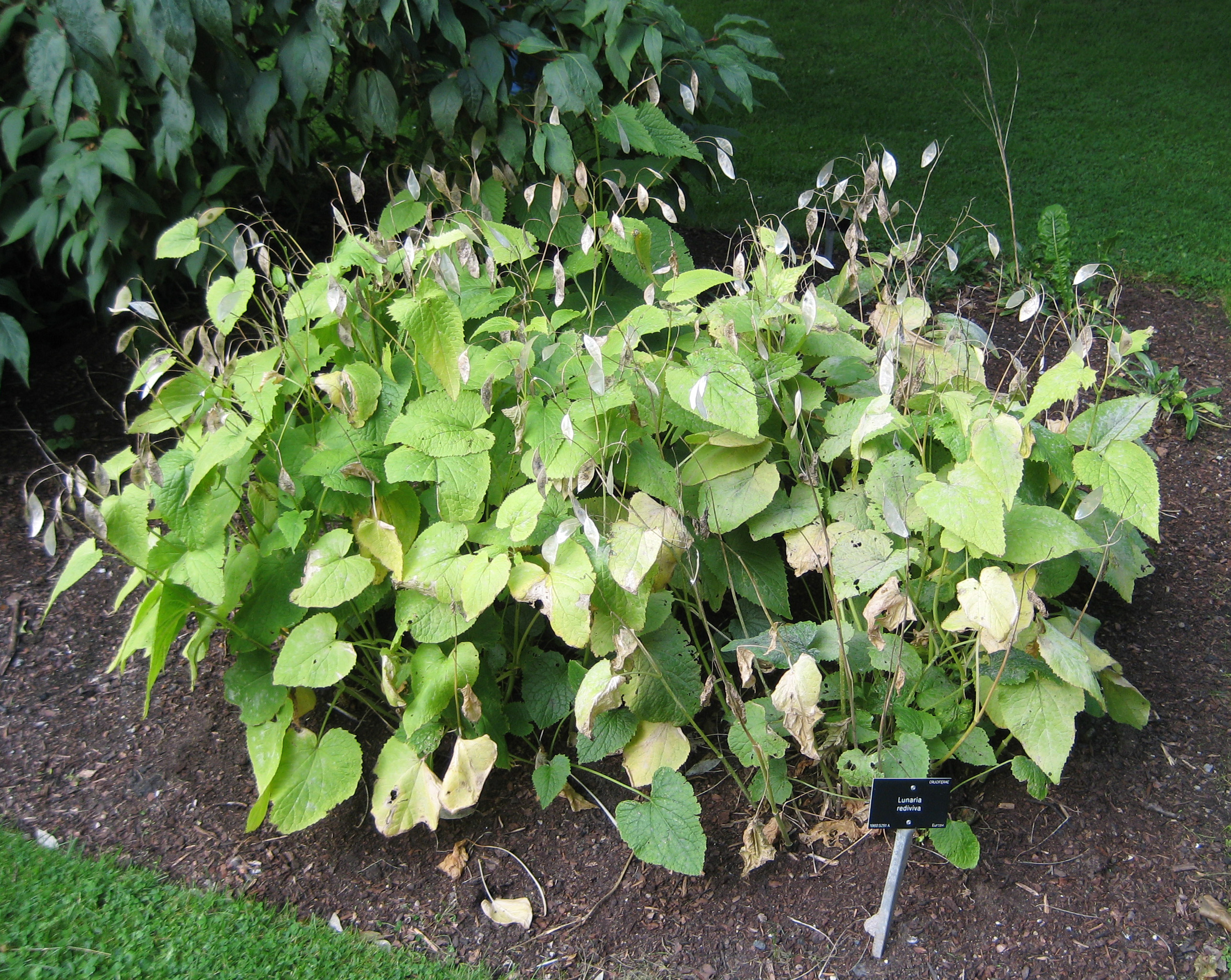
La pianta
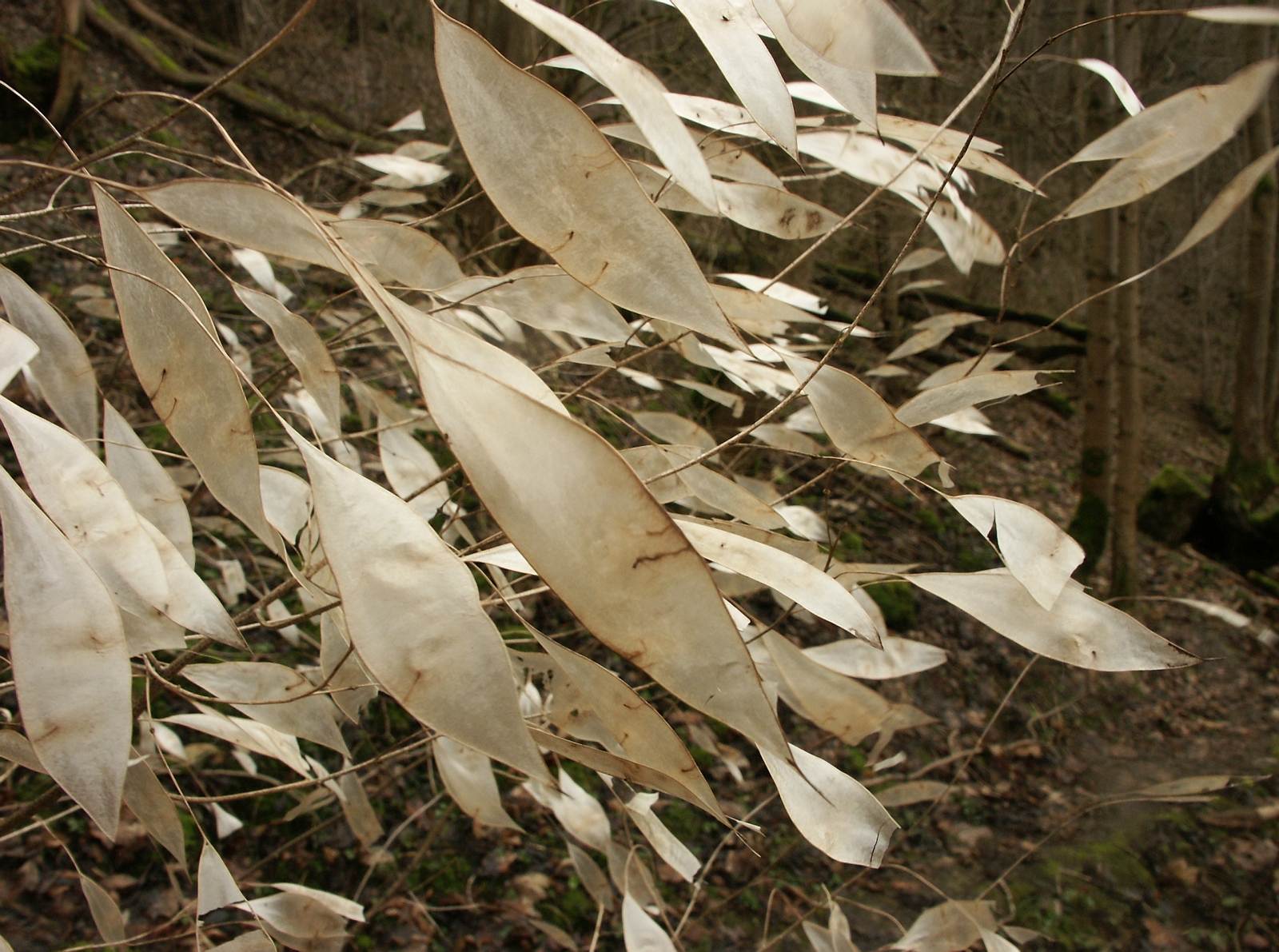
Frutti di Lunaria rediviva a maturazione
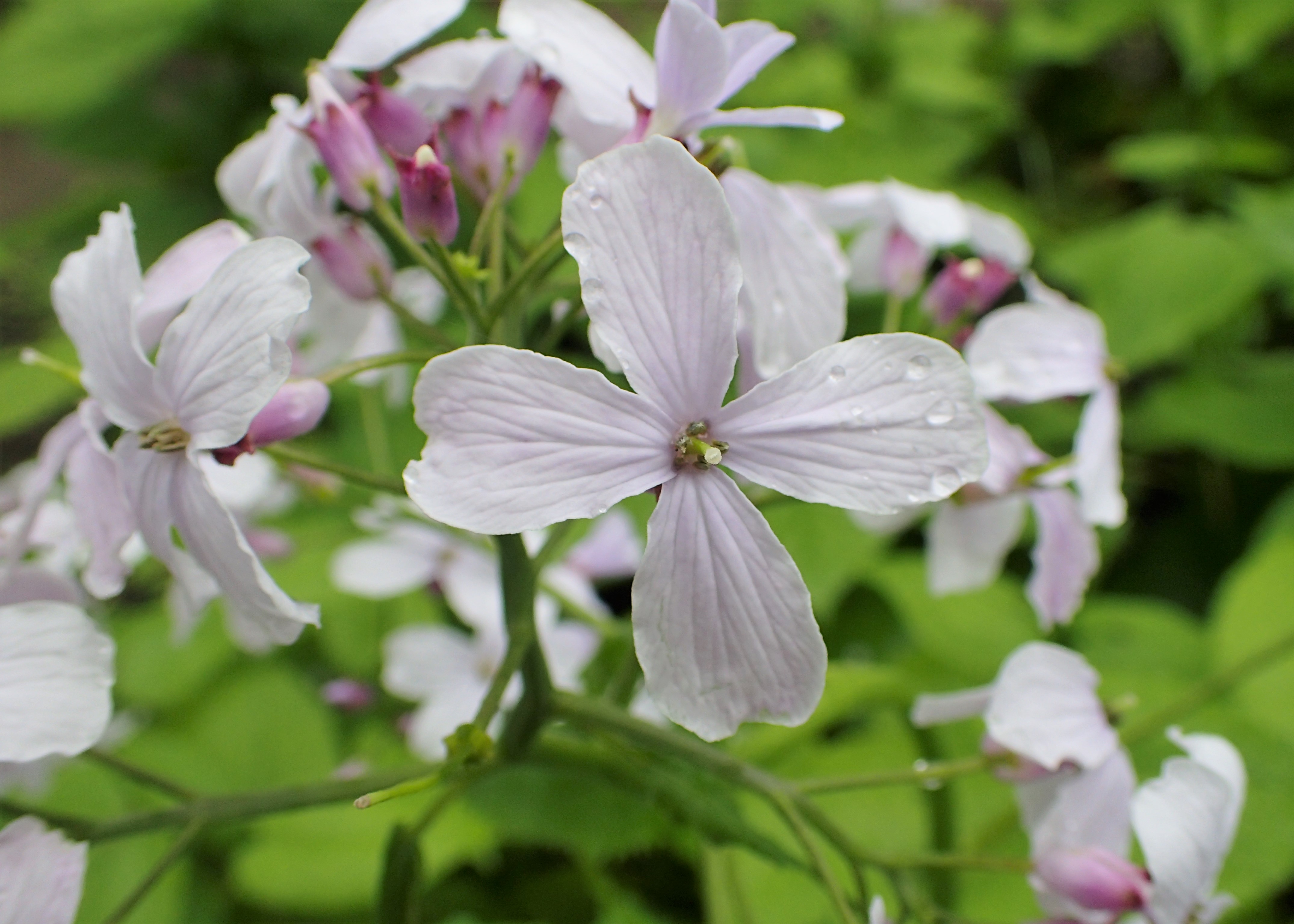
Il fiore